# Schifflange
Schifflange é uma comuna do Luxemburgo, pertence ao distrito de Luxemburgo e ao cantão de Esch-sur-Alzette.

## Demografia
Dados do censo de 15 de fevereiro de 2001:
- população total: 7.849
  - homens: 3.776
  - mulheres: 4.073

- densidade: 1018,03 hab./km²

- distribuição por nacionalidade:

| Nacionalidade  | População | %      |
| -------------- | --------- | ------ |
| luxemburgueses | 5.682     | 72,39% |
| estrangeiros   | 2.167     | 27,61% |
| - portugueses  | 818       | 10,42% |
| - franceses    | 252       | 3,21%  |
| - italianos    | 319       | 4,06%  |
| - belgas       | 88        | 1,12%  |
| - alemães      | 79        | 1,01%  |
| - iuguslavos   | 358       | 4,56%  |
| - outros       | 253       | 3,22%  |

- Crescimento populacional:

| Ano        | População |
| ---------- | --------- |
| 15/02/2001 | 7.849     |
| 01/01/2002 | 7.852     |
| 01/01/2003 | 7.896     |
| 01/01/2004 | 7.974     |
| 01/01/2005 | 8.084     |